# Letaba noa
Letaba noa är en fjärilsart som beskrevs av Dyar 1912. Letaba noa ingår i släktet Letaba och familjen nattflyn. Inga underarter finns listade i Catalogue of Life.